# Birinci Udullu
Birinci Udullu är en ort i Azerbajdzjan.   Den ligger i distriktet Hacıqabul Rayonu, i den östra delen av landet, 90 kilometer väster om huvudstaden Baku. Birinci Udullu ligger 164 meter över havet och antalet invånare är 1 837.
Terrängen runt Birinci Udullu är lite kuperad. Runt Birinci Udullu är det ganska glesbefolkat, med 31 invånare per kvadratkilometer.. Närmaste större samhälle är Mughan, 18,6 kilometer söder om Birinci Udullu. 
Omgivningarna runt Birinci Udullu är i huvudsak ett öppet busklandskap.